# Primo giorno dell'anno
Il primo giorno dell'anno, nel calendario gregoriano oggi in vigore nella maggior parte del mondo, è il 1º gennaio. Questa convenzione, che ebbe origine col calendario giuliano in epoca romana, non vale per numerosi altri calendari utilizzati in Europa e nel mondo in passato, né nei calendari di derivazione non romana (per esempio in quello islamico).

## Calendario giuliano e gregoriano
Gaio Giulio Cesare, nel promulgare il calendario giuliano, stabilì che l'anno iniziasse il 1º gennaio, anziché il 1º marzo come era stato fino a quel momento. Questa convenzione rimase valida finché durò l'Impero romano; durante il Medioevo invece ogni stato e ogni città aveva un proprio "stile di datazione" tradizionalmente utilizzato, con date differenti di computo dell'inizio dell'anno.
In epoca moderna, a partire dalla promulgazione del calendario gregoriano (1582), si ritornò progressivamente alla data del 1º gennaio, oggi adottata universalmente.

### Principali stili di datazione
Si parla di stile anticipato quando l'anno con una data numerazione inizia prima che nello stile moderno; di stile posticipato quando inizia dopo.
- Stile moderno (o stile della Circoncisione): 1º gennaio

Lo stile moderno riprende lo stile usato a partire dal I secolo a.C. dai romani. Il primo giorno dell'anno è il 1º gennaio. Quando fu adottato dal calendario cristiano fu ribattezzato con il nome di stile della circoncisione, presumendo che questa fosse la data della circoncisione di Gesù (circonciso, secondo la legge ebraica, l'ottavo giorno dalla nascita: il 1º gennaio è appunto l'ottavo giorno dal Natale).
- Stile repubblicano (di Roma): 1º marzo (posticipato)

Nel calendario di Numa il primo giorno dell'anno era fissato al 1º marzo. Questo stile giustifica il nome degli ultimi mesi dell'anno, settembre, ottobre... che nello stile moderno risultano sfalsati di due mesi.
- Stile veneto: 1º marzo (posticipato)

La Repubblica di Venezia riprese lo stile repubblicano (1º marzo) e lo usò, nei documenti pubblici redatti in Laguna. Negli ultimi secoli, particolarmente nei documenti privati, fu usato anche lo stile moderno.
- Stile dell'Incarnazione (Toscana): con due varianti:
  - Al modo pisano: 25 marzo (anticipato)
Usato nel medioevo a Pisa anticipa di nove mesi la data della natività, collocando l'inizio di ciascun anno al 25 marzo, data putativa del concepimento di Gesù Cristo;
  - Al modo fiorentino: 25 marzo (posticipato)
Usato nel medioevo a Firenze funziona esattamente come quello pisano, ma è sfalsato di un anno esatto, collocando l'inizio dell'anno al 25 marzo successivo.
- Stile della Pasqua (o stile francese): giorno di Pasqua (posticipato)

Fa iniziare l'anno dalla data della Pasqua, posticipando sullo stile moderno. A seconda della posizione della Pasqua dell'anno in esame e di quella dell'anno seguente, il numero dei giorni contenuti in un anno era notevolmente variabile.
- Stile bizantino: 1º settembre (anticipato)

L'Impero bizantino usò lo stile del 1º settembre, anticipando quindi di 4 mesi sul moderno. Fu usato nel medioevo anche in Russia, in Sardegna e nelle regioni dell'Italia meridionale tradizionalmente legate al mondo greco.
- Stile della Natività: 25 dicembre (anticipato)

Usato nel medioevo dalla chiesa romana e da molti stati europei fa iniziare l'anno il 25 dicembre, anticipando di una settimana lo stile moderno.

### Stili di datazione in uso in Italia e nei principali paesi europei
- Italia
  - Bologna: stile dell'Incarnazione fino all'XI secolo, in seguito stile della Natività fino alla fine del XV secolo.
  - Pisa: stile dell'Incarnazione al modo pisano fino al 1749, poi stile Moderno.
  - Firenze: stile dell'Incarnazione al modo fiorentino dal X secolo fino al 1749, poi stile Moderno.
  - Milano: stile dell'incarnazione al modo pisano fino al X secolo, stile della Natività dall'XI secolo al 1459 quando fu adottato lo stile moderno (negli atti notarili però lo stile della Natività fu utilizzato fino al XVIII secolo).
  - Napoli: stile della Natività nel XIII secolo, dal 1270 fu introdotto lo stile dell'Incarnazione (con l'eccezione del periodo 1282-1285, al tempo di Carlo I, quando fu utilizzato lo stile della Pasqua).
  - Roma: i notai e i privati cittadini utilizzarono dal X secolo al XVIII lo stile della Natività, negli atti ufficiali della curia papale invece quasi ogni papa adottò una soluzione differente, utilizzando diversi sistemi di datazione.
  - Venezia: stile veneto fino al 1797, poi lo stile moderno (che però era già utilizzato per alcuni tipi di documenti fino dal XVI secolo)
  - Padova: stile della Natività, che va gradualmente scomparendo a favore dello stile Veneto e della Circoncisione a partire dalla conquista veneta del 1405, ma che sopravvive in alcuni documenti notarili fino al XVIII secolo.
- Austria: stile della Natività.
- Francia: al tempo dei re Merovingi furono utilizzati gli stili moderno e veneto, in età Carolingia lo stile della Natività, in seguito si alternarono diversi stili finché dall'XI secolo prevalse lo stile della Pasqua; nel 1567 per volere di Carlo IX fu adottato lo stile moderno.
- Germania: stile della Natività fino alla metà del XVI secolo, poi fu introdotto lo stile moderno.
- Regno Unito: stile della Natività fino al XII secolo, poi, dopo un periodo di transizione in cui si alternarono differenti stili, fu adottato nel XII secolo lo stile dell'Incarnazione che fu utilizzato fino al 1752, quando fu introdotto lo stile moderno.
- Spagna: fino all'inizio del XV secolo fu utilizzato lo stile moderno, che nella penisola iberica veniva anche chiamato Era di Spagna, poi furono usati gli stili dell'Incarnazione e, dal XIV secolo, quello della Natività, che rimase in uso fino al XVII secolo.

### Calcolo dell'anno bisestile
Quando si calcola se un determinato anno è stato bisestile, occorre tenere presente la data d'inizio dell'anno secondo l'uso del tempo. Per esempio se l'anno iniziava il giorno 1º marzo secondo lo stile veneto, allora il giorno prima del 1º marzo 1576 era il 29 febbraio 1575 (che noi chiameremmo 29 febbraio 1576 adottando come inizio dell'anno il primo di gennaio). In questo modo l'anno iniziante con il 1º marzo 1575 secondo lo stile veneto era un anno bisestile anche se non era divisibile per 4.
Questo problema può essere superato considerando gli anni sempre inizianti il primo di gennaio.

### Alcuni esempi di conversioni tra stili di datazione
Il giorno 7 aprile 1294 secondo lo stile moderno, corrispondeva al:
- 7 aprile 1294 secondo lo stile veneto
- 7 aprile 1294 secondo lo stile dell'Incarnazione al modo fiorentino
- 7 aprile 1295 secondo lo stile dell'Incarnazione al modo pisano
- 7 aprile 1293 secondo lo stile della Pasqua (che in quell'anno fu il 18 aprile)
- 7 aprile 1294 secondo lo stile bizantino
- 7 aprile 1294 secondo lo stile della Natività

Il giorno 28 dicembre 1445 secondo lo stile moderno, corrispondeva al:
- 28 dicembre 1445 secondo lo stile veneto
- 28 dicembre 1445 secondo lo stile dell'Incarnazione al modo fiorentino
- 28 dicembre 1446 secondo lo stile dell'Incarnazione al modo pisano
- 28 dicembre 1445 secondo lo stile della Pasqua (che in quell'anno fu il 28 marzo)
- 28 dicembre 1446 secondo lo stile bizantino
- 28 dicembre 1446 secondo lo stile della Natività

## Altri calendari
Nei calendari non derivati dal calendario romano, ogni calendario segue una propria convenzione.
- Nel calendario ebraico vi sono tre diversi capodanni:
  - 1 Tishrì: il capodanno civile, sul quale si basa la numerazione degli anni (cade tra settembre e ottobre del calendario gregoriano)
  - 1 Nissan: il capodanno religioso (vedi Libro dell'Esodo 12,1-2[1]; cade tra marzo e aprile)
  - 15 Shevat: la festività di Tu BiShvat, il capodanno degli alberi (cade tra gennaio e febbraio)
- Nel calendario islamico l'anno inizia il primo giorno del mese di Muharram. Poiché il calendario islamico segue il ciclo lunare questa data non corrisponde ad un periodo fisso del calendario gregoriano.
- Nel Calendario persiano l'anno inizia il primo giorno del mese di Farvardin (chiamato Nowruz o "Nuovo giorno"), corrispondente al 21 marzo nel calendario gregoriano (giorno dell'equinozio di primavera).
- Nel calendario maya il ciclo Tzolkin (anno religioso di 260 giorni) iniziava il 4 Ahau; il ciclo Haab (anno civile di 365 giorni) iniziava l'8 Cumku.